# 小行星9284
小行星9284（英語：9284）是一颗围绕太阳公转的小行星。1981年3月7日，舒爾特·巴斯在赛丁泉山发现了此天体。
这颗小行星的绝对星等为238.7051358550333等。